# Nacerdes waterhousii
Nacerdes waterhousii là một loài bọ cánh cứng trong họ Oedemeridae. Loài này được Harold miêu tả khoa học năm 1875.